# ديفيد ريفاس
ديفيد ريفاس (بالإسبانية: David Rivas Rodríguez) (2 ديسمبر 1978 بدوس إيرماناس في إسبانيا - ) هو لاعب كرة قدم إسباني في مركز قلب الدفاع. لعب مع ريال بيتيس ونادي فاسلوي ونادي هويسكا وريال بيتيس بي وDos Hermanas CF ‏.

## روابط خارجية
- ديفيد ريفاس على موقع قاعدة بيانات كرة القدم.إي يو (الإنجليزية)
- ديفيد ريفاس على موقع Soccerway.com (الإنجليزية)
- ديفيد ريفاس على موقع عالم كرة القدم.نت (الإنجليزية)
- ديفيد ريفاس على موقع AS.com (الإسبانية)